# ザポリージャ原子力発電所の危機

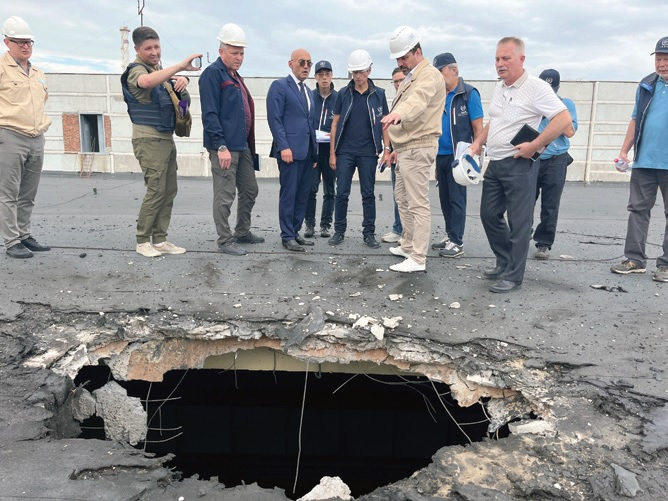
2022年9月、固形放射性廃棄物と新しい核燃料の収容施設の砲弾による損傷を観察するIAEA査察団

ロシアのウクライナ侵攻中、ザポリージャ原子力発電所は現在進行中の原子力安全危機の中心地となっており、ウクライナはロシアによる核テロ行為と説明している。
原子力発電所としては欧州最大のザポリージャ原発では、砲撃による原発のインフラの破壊や送電線の損傷などが起きており、ウクライナのゼレンスキー大統領はザポリージャ原発の状況は史上最も困難だと呼び、欧州最大の原子力発電所による潜在的な脅威は、福島やチェルノブイリの災害規模の10倍になる可能性があると強調した。
国際原子力機関（IAEA）は、「ウクライナの状況は前例のないものだ」と警告し、報告書の中で「確立された大規模な原子力計画の施設内で軍事衝突が起こったのは初めてだ」述べた。原子力安全専門家のアッティラ・アゾディは、チェルノブイリ原発事故と同様のタイプと規模の事故はザポリージャ原発では技術的・物理的に不可能であると述べる一方、原発の安全性を確保するための緊急措置を求めた。ベローナ財団は、この危機を「世界の原子力エネルギーコミュニティが遭遇すると考えた事すらなく、そのため、これまで備えてこなかった事態」と呼んだ。

## タイムライン
この原発は2022年3月3日からロシア軍によって占領されている。2022年7月5日、ウォール・ストリート・ジャーナルは、ロシア軍が大型の自走多連装ロケット砲BM-30「スメルチ」を配備して原発内に軍事基地を設置したと報じた。 7月19日から20日にかけて、ウクライナの自爆ドローン3機が、現場にあるロシアのBM-21 グラードと軍用テントを攻撃し、ウクライナ国防省は、ロシア占領者3名が死亡、12名が負傷したと発表した。占領当局は、この攻撃で少なくとも従業員11人が負傷したと発表し、占領当局者の一人、ウラジーミル・ロゴフは、原子炉は損傷しておらず、ドローンはおそらく原子炉を攻撃するつもりはなかったと語った。

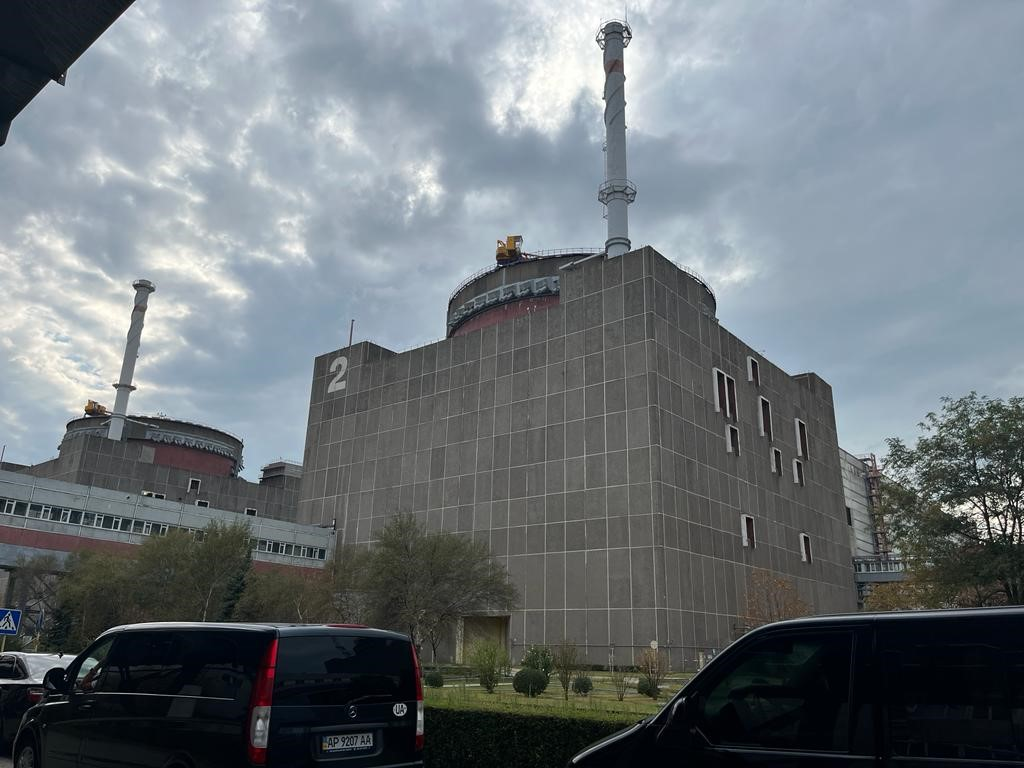
9月のIAEA査察中の2号炉

2022年8月3日、IAEAのラファエル・グロッシ事務局長は、原発の物理的完全性、必要な修理と保守がすべて行われているかどうか、核物質の安全性について重大な懸念を表明した。 IAEAは、同原発へ向かう査察団を計画しており、ウクライナ側とロシア側の承認および国連の認可を待っていた。エネルゴアトムは、「いかなる訪問も現地でのロシアの存在を正当化することになる」として、IAEA訪問に反対した一方で、占領当局のエフゲニー・バリツキーは、ウクライナ人が施設を攻撃している間、ロシア人がどのように施設を守っていたかを示すため、IAEAの訪問を招待した。8月5日、同発電所の750kV配電盤が砲撃され、3台の変圧器が停止し、稼働中の3基の原子炉のうち1基が送電網から切り離され、緊急保護システムが作動した。
8月8日、原発で被害が報告され、ウクライナ当局は、ロシアの砲撃により放射線センサー3基が損傷し、作業員1名が入院したと発表した。ウクライナのウォロディミル・ゼレンスキー大統領は、ロシアが「核テロ」を行っていると非難した。 ロシアの支援を受ける地元当局は、ウクライナ軍が多連装ロケット砲で現場を攻撃し、管理棟や核貯蔵施設付近に被害を与えたと発表した。 国連のアントニオ・グテーレス事務総長は「原子力発電所へのいかなる攻撃も自殺行為だ」と述べ、IAEA査察官の立ち入りを許可するよう求めた。エネルゴアトムは、国際平和維持軍を配備し、原発周囲に非武装地帯を設けるよう求めた。
8月9日、エネルゴアトムの責任者は、ロシアが同発電所をウクライナの送電網から切り離し、ロシアの送電網に接続する計画を立てていると述べた。
8月11日、ロシアは原発の状況について話し合うために国連安全保障理事会の会合を要請した。 ロシア代表団は、ウクライナ軍が8月5日に重砲を使用して原発を砲撃し、8月6日にはクラスター弾で攻撃したと述べ、また、IAEAの訪問を支持した。ウクライナ代表団は、ロシアが「原子力発電所への砲撃を計画した」とし、ロシアがウクライナの町への砲撃に原発を利用したと述べ、また、ウクライナ支配地域を通ってのIAEAの訪問も支持した。アラブ首長国連邦の代表団は、ジュネーヴ諸条約第一追加議定書第56条が原子力発電所への攻撃を違法としていると繰り返した。グロッシ事務局長は、状況は「非常に憂慮すべき」だが、状況が変化する可能性はあるものの、原子力の安全に対する差し迫った脅威はないと述べた。
8月11日にも、放射性物質が保管されている場所の近くを含め、原発が数回砲撃された。ウクライナはロシアが砲撃を行ったと主張し、ロシア当局者はウクライナが砲撃したと述べた。8月14日、ゼレンスキー大統領は、ロシアがカホフカ貯水池の向こう側のニーコポリ市とマールハネツィ市に発砲するために原発に軍隊を駐留させたと非難した。8月後半には、ロシア軍のトラックや装甲車両が発電タービンを収容する建物に駐車している様子を映した映像が公開され、後にIAEAの査察で確認された。

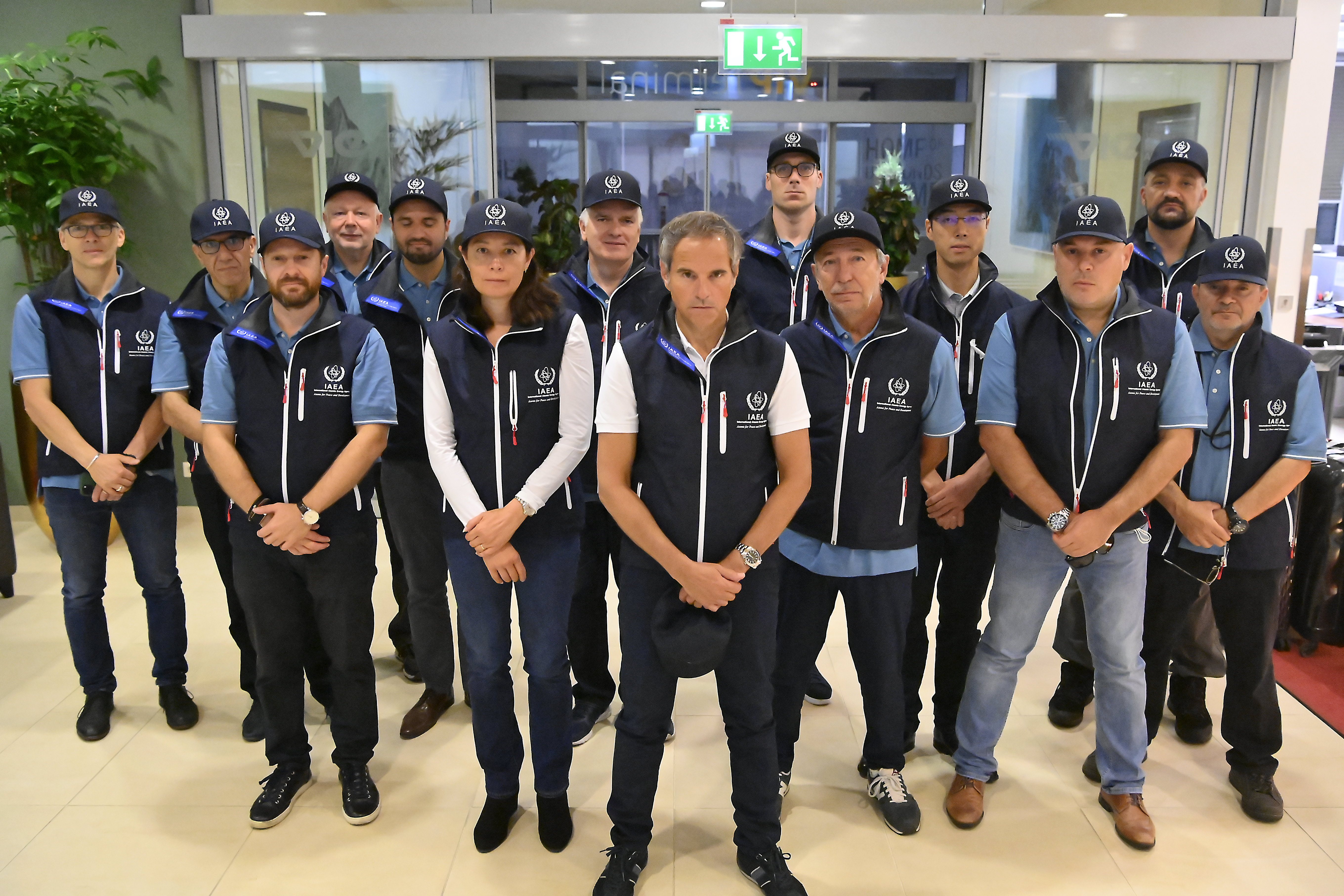
2022年8月29日にウィーンを出発するIAEA専門家団。先頭はラファエル・グロッシー事務局長。 長袖を着ている人物が原子力安全保安局長のリディー・エブラード。 白い靴ひもをした人物が安全措置局長マッシモ・アパロ。

8月19日、フランス大統領のエマニュエル・マクロンとロシア大統領のウラジーミル・プーチンとの電話会談後、ロシアはIAEA査察官がウクライナ支配地域からザポリージャ原発への立ち入りを許可することに同意した。査察のためには原発周辺での一時停戦に合意する必要があった。ロシアは、8月18日までに原発のエリアとエネルホダルで50発を超える砲弾の爆発を伴う12回の攻撃が記録されたと報告した。
また8月19日、英国防特別委員会のトビアス・エルウッド委員長は、放射能漏れを引き起こす可能性のあるザポリージャ原子力発電所への意図的な損傷は、（NATO加盟国に対する攻撃は、NATO加盟国すべてに対する攻撃とみなされる）北大西洋条約第5条の「違反」になると述べた。 翌日、米議会議員アダム・キンジンガーは、いかなる放射線漏洩もNATO諸国の人々の命を奪うことになり、それは自動的に第5条が発動されることになると述べた。
8月23日には隣接する石炭火力発電所の石炭灰廃棄場に砲撃があり、8月25日までに灰が燃え上がった。ドニプロフスカ変電所への750kV送電線は、4本の750kV送電線のうち、軍事行動によってまだ損傷も切断もしていない唯一の送電線であり、石炭灰廃棄場の上を通っていた。 8月25日午後12時12分、下方の火災によりこの送電線が遮断され、1985年の運転開始以来初めて、原発と稼働中の原子炉2基が国の送電網から切り離された。これに応じて、5号炉の非常用発電機と冷却材ポンプが起動し、原子炉6号機の発電量が減少した。受電電力は石炭火力発電所の変電所への330kV送電線を介して依然として利用可能であったため、ディーゼル発電機は炉心や使用済み燃料プールの冷却に必須ではなかった。750kV送電線と6号機は午後12時29分に運転を再開したが、2時間後に再び送電線が火災により切断された。原子炉ではなく送電線はその日遅くに再び稼働を再開した。8月26日、1基の原子炉が午後に再稼働し、もう1基が夕方に再稼働し、送電網への電力供給を再開した。原子炉と使用済み燃料プールは、冷却のためにカホフカ貯水池からの水に依存している。カホフカ貯水池はカホフカ水力発電所のダムによって造られており、ロシアとウクライナの主要な紛争地となっている。

### IAEA査察

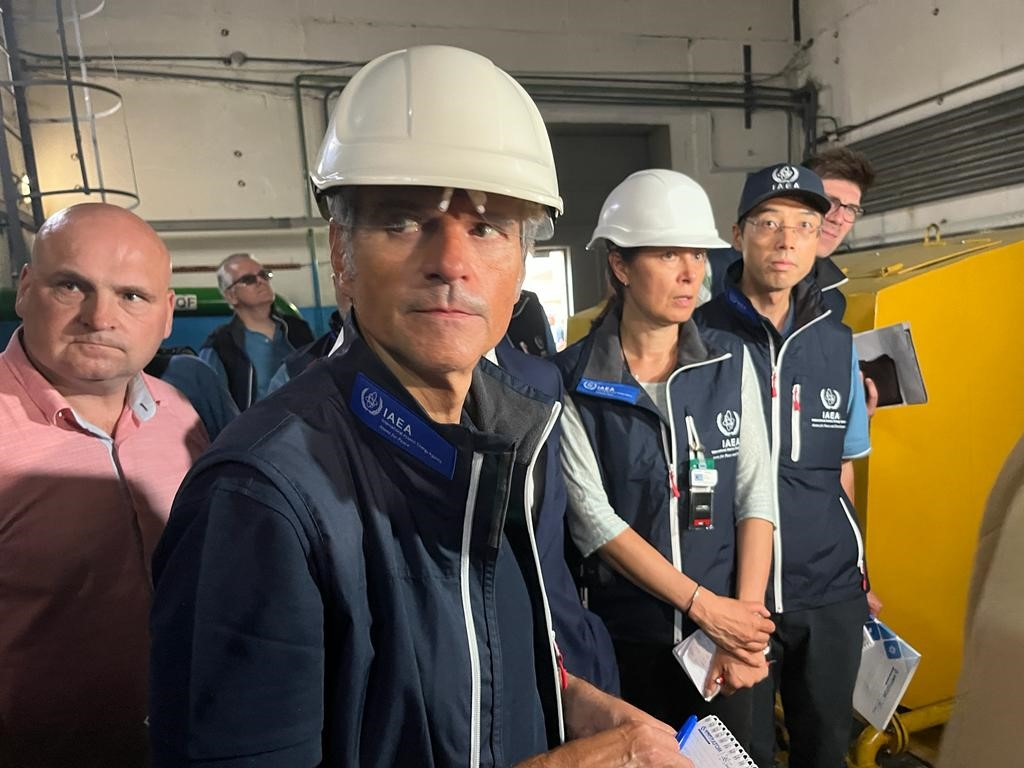
原発にいるグロッシー、エブラル、IAEA査察団のメンバー（2022年9月1日）

8月29日、ラファエル・グロッシー率いるIAEA専門家団がウィーンを出発した。2022年9月1日、IAEAチームは装甲を施した白のランドクルーザーで前線を通過したが、砲撃報告を受けてザポリージャ郊外の第一検問所に留め置かれた。ここ数日間、エネルホダルの町は激しい砲撃にさらされており、グロッシーは「この地域での軍事活動の増加」は承知しているが、訪問を進めるつもりだと述べた。 ロシアは、ウクライナがその日の朝、現地時間午前6時に60人の軍隊を率いてドニエプル川を渡河させて発電所を占拠しようとしたと非難した。 エネルゴアトムは、ロシアによる原発への砲撃により、稼働中の原子炉２基のうち１基が停止に追い込まれたと発表した。IAEAチームは午後1時に到着し、査察を開始した。グロッシーは、「原発の物理的な完全性が何度も侵害されたことは明らかだ」とし、IAEAの職員を常駐させる考えを示した。

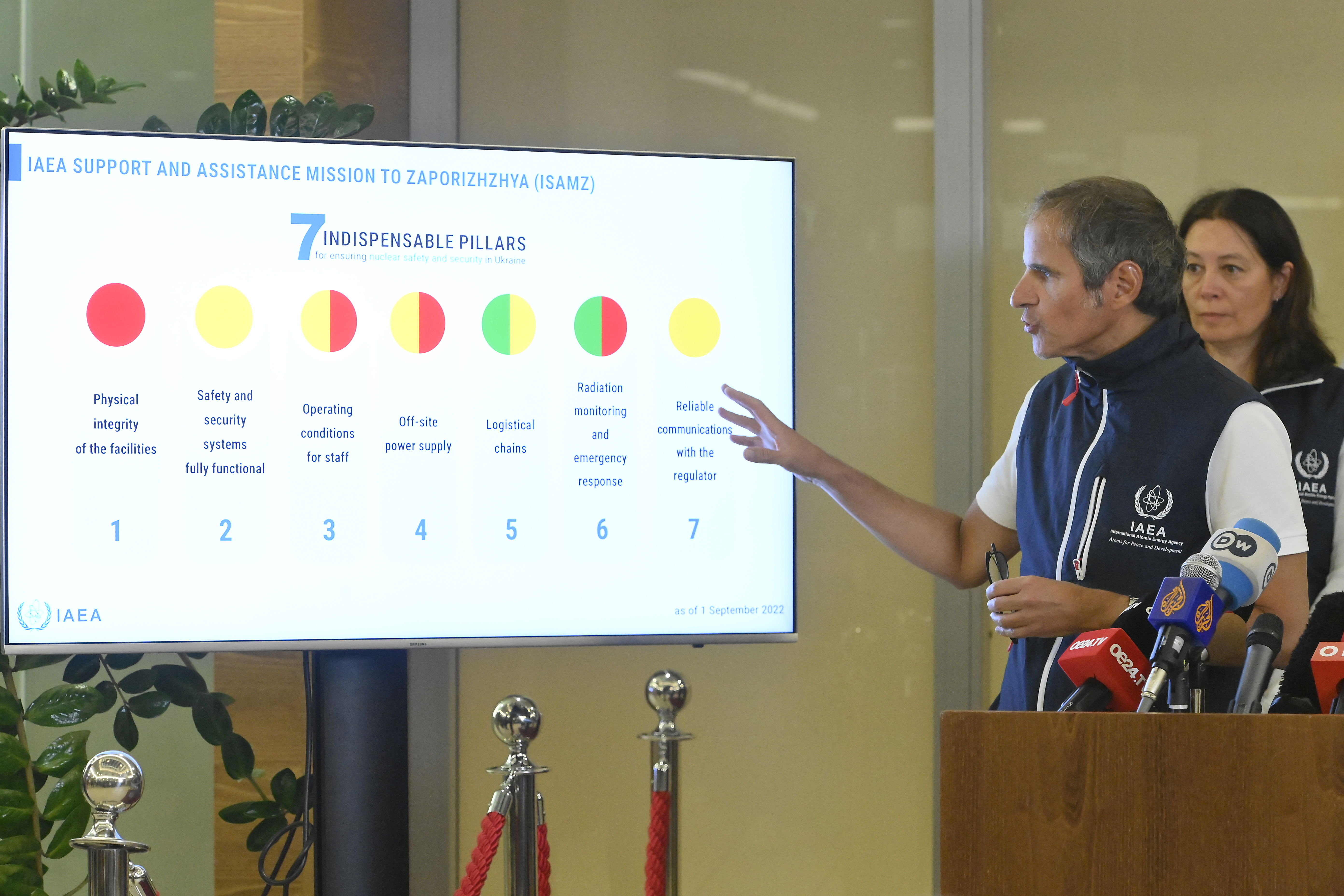
2022年9月2日のIAEAグロッシ事務局長記者会見

9月2日、ロシアはIAEA査察官の原子力発電所への常駐が許可されると発表した。 ウクライナのゼレンスキー大統領は、IAEAがまだ原発の非武装化を求めていないことを批判した。 ウィーンに戻ったその日の夜の記者会見で、グロッシ事務局長は6人の査察官が原発に残っており、そのうち2人は常駐すると述べた。彼らは、視察を希望した発電所のすべての部分を見ることができ、原発職員は、占領者のロシアの核専門家と共に見事かつ専門的なやり方で働いていたという。グロッシー事務局長は、原発職員の中には退職を決意した者もいるが、他の者は働き続けているとし、２基の原子炉は運転を続けていると語った。また、原発で物理的な被害が生じていること、この地域での軍事作戦のレベルが高まっていること、現場で軍事攻撃や反撃に関する言及があることを非常に懸念していると述べた。グロッシ事務局長は、査察官には安定化効果はあるだろうが、戦争を止めたり、発電所をウクライナ当局に返還したりすることはできないと述べた。エネルゴアトムは、IAEA査察官はロシア占領者に操作され、嘘をつかれたと反論した。
9月2日、ウクライナ軍参謀本部は、国連専門家が活動している原子力発電所近くの南部の町エネルホダル周辺地域でロシア軍陣地を攻撃したと発表した。同日夜か翌日の夜、ロシアのMLRS「BM-21 グラード」が原子力発電所の区域から発射する様子が撮影された。
9月3日、ロシアは、2日の午後11時頃に（ザポリージャ原発を攻撃し、占拠するための）海兵250人以上からなるウクライナ軍による上陸の試みをヘリコプターと戦闘機による攻撃で阻止し、20隻の船舶を破壊し、他の船舶を四散させたと発表した。上陸作戦の詳細はメディアによって異なり（タス通信は15～40隻の高速艇を報告し、ロシア国防省は7隻の高速艇を報告）、1本の映像を除いて上陸に関する写真や映像証拠は提示されず、その映像も後に仕組まれたものであることが明らかになった。
9月3日の早朝、砲撃により、発電所で稼働中の最後の750kV送電線であるドニプロフスカ送電線が切断されたが、近くの火力発電所を経由する330kVの予備送電線を使用して発電は続けられた。午後には原子炉1基が送電網から切り離され、１基が稼働したままとなった。エネルゴアトムは、「ロシア占領軍による絶え間ない砲撃」により、５号炉が送電網から切り離されたと発表した。
9月5日、IAEAはさらに多くの砲弾が原発に命中したと報告した。近くの火力発電所を経由する330kVの予備送電線は消火のため一時的に切り離され、唯一稼働中の原子炉が安全システムに電力を供給した。計画通り、IAEAの常駐査察官2名が原発に残り4人の査察官が離れた。
9月7日、情報レジリエンスセンターは、過去数カ月にわたる砲撃事件の入手可能なオープンソース映像を分析した報告書を発表し、衝突クレーターの方向などの証拠は、砲撃はロシアの支配地域からのものであることを示しており、これらの地域でMLRSなどのロシア兵器の存在が観察されたことと一致すると結論付けた。

### IAEA報告書

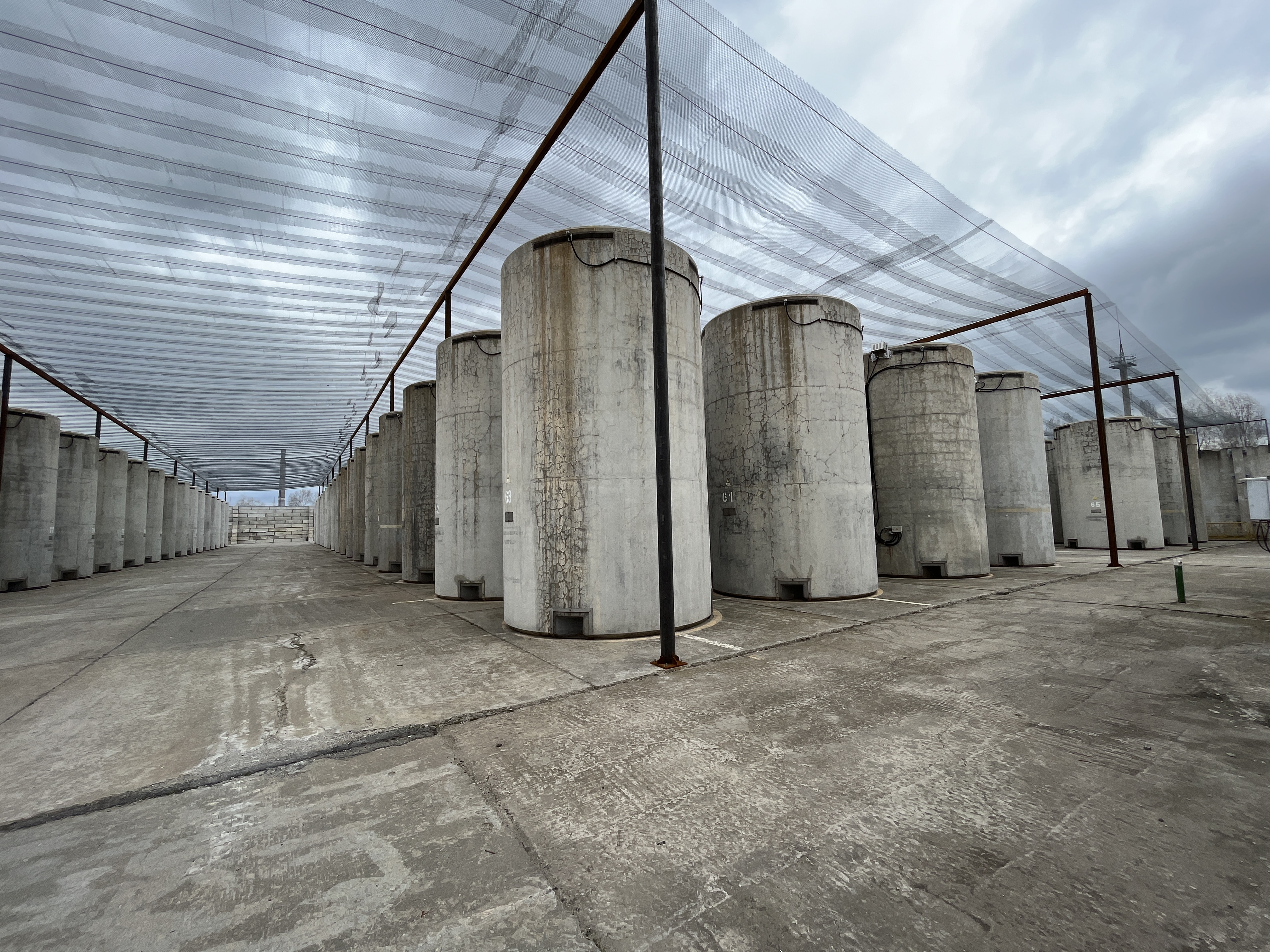
原発内の使用済み核燃料のドライキャスク施設

9月6日、IAEAはウクライナの原子力施設に関する報告書を発表した。報告書の主な結論は、ロシア軍による原発占拠は原子力安全の7つの柱すべてに違反しているというものだった。
- 3月、ロシアによる原発包囲中、訓練センター、研究室、管理棟が飛来物により損傷した。その後数か月間、ロシアの巡航ミサイルが原発上空を飛んでいるのが観察された（ただし、標的は別の場所だった）。 7月、ロシア軍は原発のタービンホールに大量の軍事装備を設置するとともに、屋外に多数の装甲車両を配置した。8月には砲撃により、窒素・酸素ステーション、外部電源、配電盤、変圧器、使用済み燃料施設、放射線監視システムに使用されているケーブルが損傷した。原発には最大40台の軍用車両が置かれていた。
- ウクライナ人原発スタッフとマネージャーは、ザポリージャ原発がロシア軍に占拠された後、物理的防護の責任は既存のウクライナの法律のもとではザポリージャ原発の管理者にあるにもかかわらず、サイト（防護対象）への警備やアクセス制限などの重要な機能の一部はロシア軍司令部に掌握されていると報告した。IAEAは、物理的防護システムが設計および認可通りに運用され、ザポリージャ原発における安全性とセキュリティシステムの継続的な機能とシステムおよび設備の運用が確保されるべきであることを勧告し、そのために安全・セキュリティに関わるシステムと設備の運用を妨げる可能性のあるエリアから車両を撤去することが求められるとした。
- ロスアトムからの派遣者少なくとも11名がザポリージャ原発に常駐しており、原発の管理・運営やメンテナンス・修理活動、セキュリティ・アクセス管理、核燃料・使用済み燃料・放射性廃棄物の管理に関連する側面など、原子力発電所の機能に関する「機密事項」について、原発幹部に対し毎日報告を要求した。IAEAは「通常の業務上の指揮・命令系統の干渉」につながり、意思決定の際には潜在的な摩擦を生む可能性があると考えており、運転スタッフが常に高いストレスとプレッシャーに晒されながら原子力発電所を運転している状況は持続可能ではなく、ヒューマンエラーの増加につながり、原子力安全に影響を与える可能性があるとした。IAEAは「ザポリージャ原発やその周辺、あるいはその職員に対して」行われた暴力行為を非難した。この査察ではまた、ロシア軍が管理する工場内の多くのエリアへの原発職員の出入りが制限されており、損傷を修復する能力が妨げられていることも強調した。
- ウクライナ人原発スタッフとマネージャーはIAEA支援/調査ミッション（ISAMZ）に対し、物理的防護分野の40%のポジションに必要な人員が配置されておらず、原発での継続的な物理的保護を確保するために、既存スタッフの作業負担が大幅に増加していると報告した。緊急時対応への準備と対応（EPR）のための人員配置について、通常の人員配置は3シフト1230名であるのに対し、現在は3シフト907名であった（ISAMZはそれでもEPRを効果的に行えると評価している）。また原発の消防団も通常150名のところ、80名しかおらず、人員不足を補うため、通常4交代・24時間体制のところ、3交代・48時間体制に変更している。
- 4本の主要高圧線のうち2本が原発占領初期に損傷し、後に3本目が損傷した。IAEAは、合計5本の外部供給線があり、原発の運転は安全（に行える）と評価したが、安全マージンは限られていた。ザポリージャ原発には非常用ディーゼル発電機も20台あり、その一部は供給システムの一部に損傷を与えたさまざまな砲撃事件の際に使用された。
- 燃料、廃棄物、スペアパーツを含む原発への、または原発からのサプライチェーンは占拠によって中断され、ディーゼル発電機のスペアパーツの配送は「非常に困難」となったが、主に職員の個人的な手配のおかげで可能となった。それ以外の場合、緊急時対応に必要な資材の備蓄は98.5%完了しており、これは十分であると評価された。
- 砲撃による24時間の中断を除けば、放射線監視システムは想定通りに稼働していた。ザポリージャ原発職員はロシア軍が拠点にしている危機管理センターへの立ち入りはできない。ウクライナの原子力規制当局との発電所管理者の通信は頻繁に中断され、その後占領軍の妨害を受けて通信は携帯電話と電子メールのみに限定された。占領が始まって以来、規制上の検査は不可能だった。

9月15日、IAEA理事会はロシアに原発からの撤退を求める決議を可決した。この決議案は26カ国が支持し、2カ国（ロシアと中国）が反対した。

### 2022年の停止
IAEA報告書の発表後、発電所への砲撃が続いた。エネルゴアトムのコティン社長によると、原発と接続している送電線7本すべてが損傷しており、原発は自身の発電で電力を供給する「アイランド・モード」と呼ばれる状態に移行しているという。コティン社長は、6つある原子炉のうち稼働しているのはひとつだけだが、核物質を冷却するためのポンプに必要な電力を供給していると述べた。9月11日のエネルゴアトムの声明によると、同社は午前3時41分に6号機を送電網から切り離した。その後、原発の稼働は「完全に停止」し、「冷却化と低温状態への移行に向けた準備が進んでいる」としている。双方は、原発内およびその周辺での軍事行動について互いを非難し続けた。

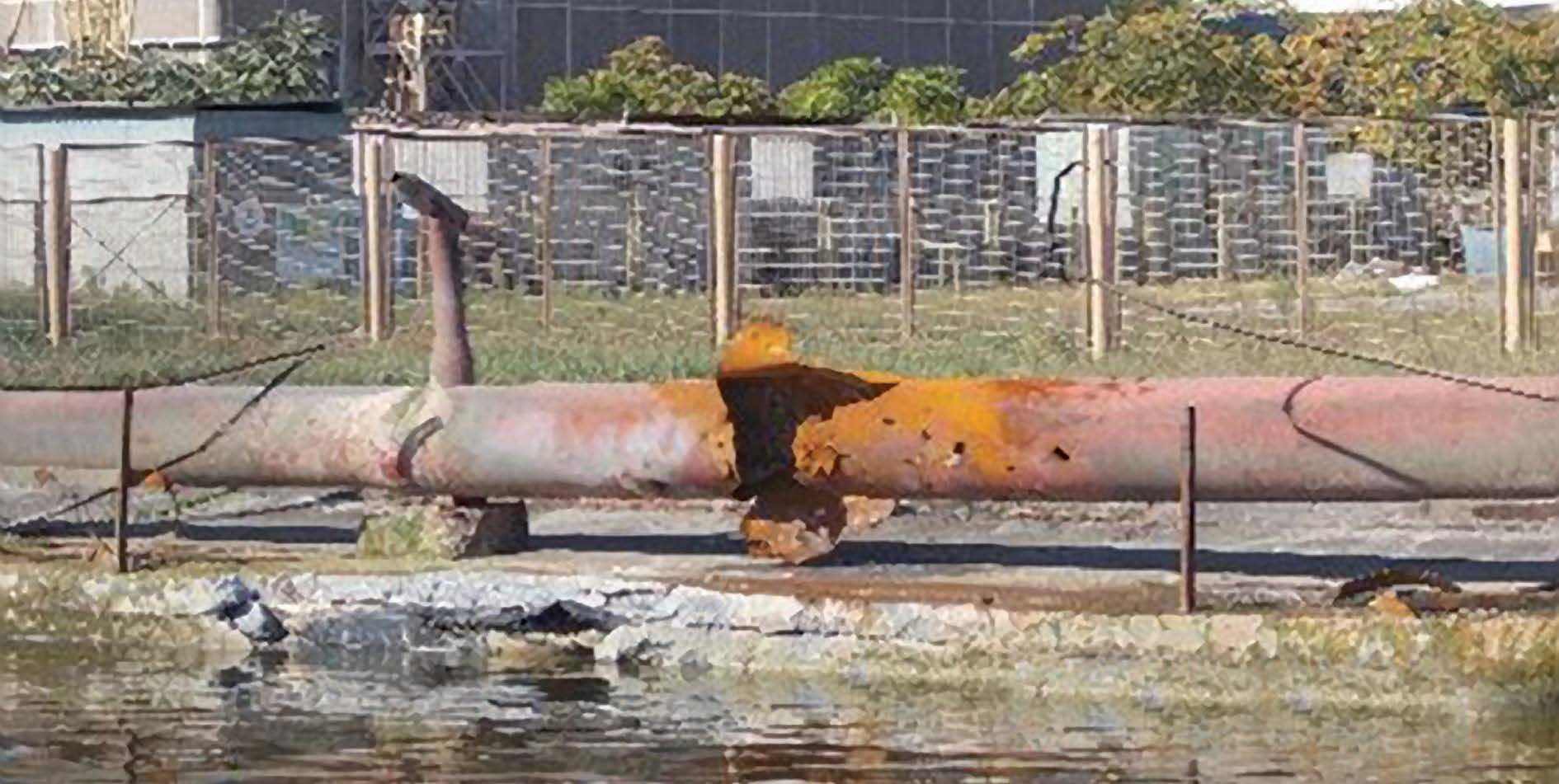
9月21日の砲撃で被害を受けた現地の壊れたパイプライン

IAEAは、ザポリージャ原発の敷地内で水曜早朝（9月21日）に発生した新たな砲撃により、冷温停止中の原子炉6基のうち1基に電力を供給するケーブルが損傷し、1基が一時的に安全機能に必要な電力を非常用ディーゼル発電機に頼らざるを得なくなった、とウクライナのシニア運営スタッフから現地で報告を受けたことを明らかにした（他の５基への影響はなし）。前日には原発敷地内のスプレーボンド（発電所の熱除去システムの一部）で砲撃が発生し、配管が破損し、冷却池は修理のため使用不能となった。
9月30日、ザポリージャ原発所長のイホル・ムラショフがロシア兵に拘束された。エネルゴアトムはムラショフの逮捕で原発の安全が脅かされたと述べ、ロシアが原発の管理をロシア企業ロスアトムに移管しようとしていると非難した。ムラショフは数日以内に解放され、ウクライナ支配地域に避難した。

### 再稼働の可能性

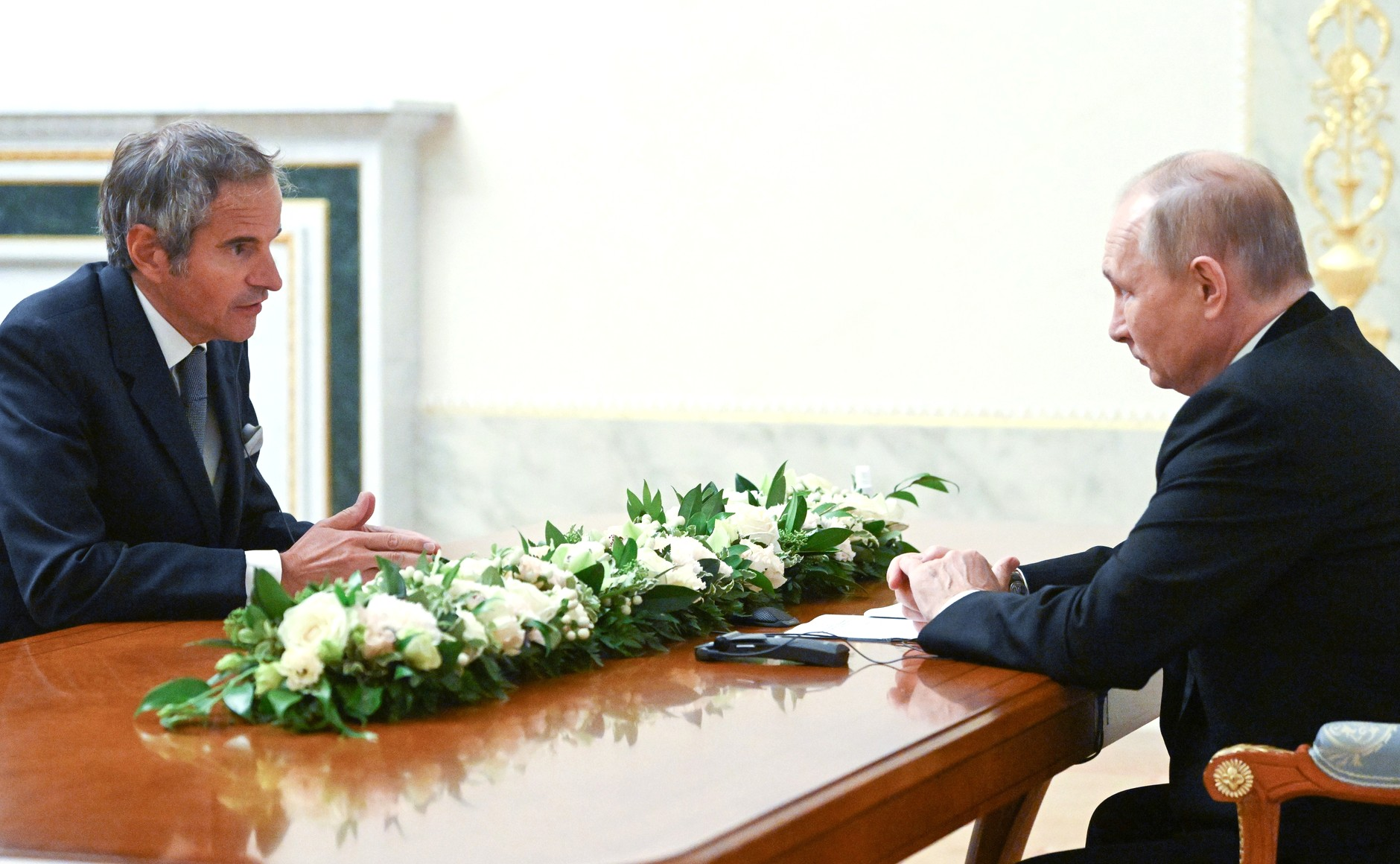
ロシアのウラジーミル・プーチン大統領と会談するグロッシー事務局長（2022年10月11日）

10月5日、AP通信は、エネルゴアトムのペトロ・コティン社長がインタビューで、冬が近づき気温が低下する中、安全設備を保護するために数日以内に原子炉2基を再稼働させる可能性があると述べたと報じた。コティン社長は、「気温が低いと、中のものが全て凍ってしまう。安全装置が故障するだろう」「つまり、暖房が必要だが、その暖房は稼働中の原子炉からのみ供給されることになる」と述べた。
同日、ロシアのウラジーミル・プーチン大統領は、ザポリージャ原発をロシアの管理下に置く大統領令に署名した。プーチン大統領の署名と同時に、エネルゴアトムは、同社のペトロ・コティン社長が同原発の所長の職務を引き継ぐと発表した。コティン社長は、同原発のムラショフ所長がロシア当局に拘束されたことを受け、同原発の管理はウクライナ政府に直接移管されることになると述べた。この大統領令は、ザポリージャ州のロシア連邦への加盟後、同様の原子炉を有するバラコヴォ原子力発電所の元主任技術者が率いる新会社を設立すると述べた。 既存の営業ライセンスは、ロシアの法律に従って新しいライセンスが発行されるまで継続される。
ウクライナはこれを違法な原発接収の試みと呼び、ロスアトムや他のロシアの原子力企業に対する制裁を求めた。エネルゴアトムは原発の管理制御をキーウの本社に移管した。
10月6日、IAEAのグロッシー事務局長はウクライナのゼレンスキー大統領とキーウで会談し、ザポリージャ原発の所有権に関する最近の動向とその影響を踏まえたザポリージャ原発の状況について話し合い、また、発電所周辺に原子力安全/セキュリティ保護エリアを設定するという事務局長の提案についても話し合い、間近に迫ったロシア訪問後に再び会談することで合意した。グロッシーはその後10月11日にモスクワでロシアのプーチン大統領と会談した。
10月8日、砲撃により原発の外部電源への接続が失われ、非常用のディーゼル発電機が起動した。IAEAによると、発電所の技術者らは損傷した送電線の修復作業を開始しており、ディーゼル発電機（現在そのすべてが使用されているわけではない）には少なくとも10日分の燃料が残っているという。 翌日、750kV送電線が修理され、送電網に接続された。IAEAは、原発が位置する地域ではほぼ毎日砲撃が行われており、ここ数週間の一連の爆発と同様の、地雷の爆発が原発の境界フェンスの外で起きたと報告した。10月12日、この1週間で2度目となる砲撃により、発電所は再び外部電源への接続を失った。

### 2022年10月のウクライナ攻撃
ロシア国防省は、2022年10月19日にドニプロ川の対岸から原発に部隊を上陸させようとするウクライナの試みを報告し、この試みでウクライナは90人の兵士と14隻のボートを失ったと報告し、ウクライナは当時これを否定した。しかし、2023年にタイムズ紙は、ウクライナ人参加者にインタビューを行い、作戦が行われたことを確認した。同紙の報道によると、10月19日の夜、ウクライナの精鋭部隊約600人が30隻以上の装甲ボートでドニプロ川を渡り、エネルホダル近くの海岸線に対するHIMARSミサイルと砲撃による支援を受けて発電所奪還を試みた。しかし、ほとんどのボートは上陸前に砲撃を受けて退却を余儀なくされ、夜明けとともに少数のウクライナ特殊部隊だけが海岸に到着し、エネルホダル郊外で３時間にわたる銃撃戦を繰り広げた後、退却した。 ロシア国防省は、2022年9月1日、2日から3日、8日から9日にかけて、小規模なウクライナ軍による部隊の対岸上陸作戦がこれまでに3回失敗していたと発表した。9月1日の最初の試みでは、IAEAの第1回査察団の到着が遅れた。
それから1年も経たない2023年10月9日、ウクライナ国防省情報総局のキリーロ・ブダノフ長官は、ウクライナ諜報部隊が2022年8月以降にエネルホダルとザポリージャ原子力発電所を占領しようとして3回失敗したと述べた。３回目の攻撃に領土防衛部隊外国人軍団の外国人特技兵が参加した。

### 11月の砲撃

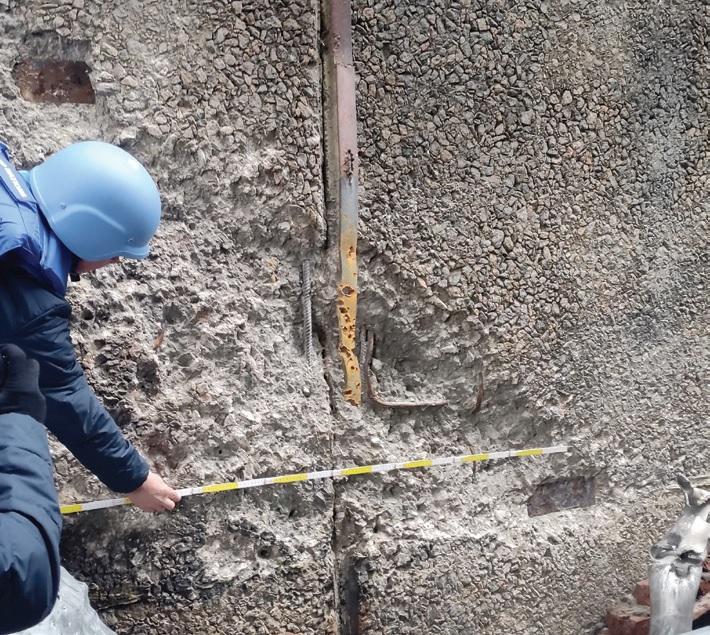
2022年11月19日から20日かけての砲撃による4号機原子炉建屋壁の損傷を測定するIAEA査察団のスタッフ

IAEA事務局長の報告によると、11月19日と20日、原子力発電所はここ数カ月で最も激しい爆撃を受けた。IAEAの専門家らは、十数件の爆発があり、「数カ所が損傷した」が、外部電源は影響を受けておらず、放射線量も正常のままであったため、これまでのところ原子力の安全にとって危機的ではないと報告した。IAEAのグロッシー事務局長は、砲撃の背後にいる勢力が「火遊び」をしていると述べ、（ザポリージャ原発での）「原子力事故防止のための緊急措置」がさらに必要となったことを明らかにした。
ロシアとウクライナは、ロシアが管理する発電所を砲撃したことで互いを非難した。ロシアは、大口径砲弾はウクライナが支配する都市マールハネツィから来たものだと主張した。ウクライナ原子力エネルギー庁は、この砲撃の責任はロシアにあるとし、被害を受けた機器のリストから、攻撃者が「5号機と6号機の再稼働」とウクライナの需要に応じた電力生産の回復に必要なインフラをまさに標的にし、無効化したことが示されたと主張した。

### 2023年5月の国連安保理会合
2023年5月30日、IAEAのラファエル・グロッシー事務局長は国連安全保障理事会に対し、最新の状況を伝えた。軍事活動は継続しており、外部電源が喪失したため、必要不可欠な使用済み燃料と原子炉の冷却を稼働させるために非常用ディーゼル発電機の使用を7回（直近では1週間前）余儀なくされていた。原発周囲の非武装安全地帯の詳細について双方の合意を得ることはできなかった。代わりにグロッシは双方に以下の原則に同意するよう求めた:
1. 原子力発電所からの、もしくは原子力発電所を標的としての、いかなる種類の攻撃も行わないこと
2. ザポリージャ原発は、攻撃のための重火器の保管場所もしくは軍人の基地とすべきではないこと
3. 外部電源がリスクにさらされるべきでなく、外部電源を保証する努力が払われるべき
4. ザポリージャ原発のすべての構造物等は、攻撃や破壊行為から保護されるべき
5. これらの原則を損なうことになる行動はとってはならない

グロッシは国連安保理にこれらの原則の支持を要請し、受け入れられた。グロッシー事務局長は、5原則を支持するということは、原発にいるIAEAの専門家が今後、これらの原則の順守について事務局長に報告することまで権限を拡大することを意味すると述べ、違反があれば公的に報告すると付け加えた。安保理終了後、グロッシーは記者団に対し、この地域でのさらなる軍事行動の話が高まっている現在、これが「正しい方向への第一歩」だと信じていると語った。また、質問に対し、これまで原子力発電所のIAEAチームは現場で重軍事装備の証拠を見なかったと述べた。
ウクライナ国連大使のセルギー・キスリツァは、ロシアが原発職員を脅迫し、原発を砲撃し、周辺に地雷を設置しているとし、原発の1号機、2号機、4号機のタービン建屋に50丁の重火器があったと非難した。キスリツァは、グロッシーの５原則には、原発内のロシア軍やその他の人員の撤退要件が含まれるべきだったと述べた。ロシア国連大使は、非武装安全地帯計画を支持してきたが、交渉に難色を示すウクライナの姿勢が計画を阻止したとし、原発に重火器が置かれたことは一度もなかったと述べた。

### 2023年カホフカダムの決壊
2023年6月6日、カホフカダムの決壊により、原発の主水源のカホフカ貯水池の水位が大幅に低下しており、数日以内に貯水池の水をポンプでくみ上げることができなくなる（まで水位が低くなる）と予想されているが、代替の水源はいくつか存在し、その主なものは、敷地に隣接する大きな冷却池で、原子炉が現在停止状態にあるため、この池は数ヶ月間冷却用の水を提供するのに十分な貯蔵量があると推定されている。IAEA事務局長は「現時点の我々の評価では、原発の安全に対する差し迫ったリスクはない」と述べた。
2023年7月時点では、冷却池の水位は1日あたり1～2cmずつ減少しているものの、数カ月間は十分な水が残っており、IAEAは、必要不可欠な冷却水を供給するために現場に追加の井戸を建設する計画を報告した。2023年10月、IAEAは、最近完成した11の地下井戸が稼働中であり、12のスプリンクラー冷却池すべてに十分な量であると報告した。

### 2023年の停止
必要に応じて再稼働を容易にし、エネルホダルに冬の暖房を提供するために、6号炉は200℃の高温停止状態に保たれていると報告された。2日後の6月8日、付近での浸水と砲撃のため、安全対策として6号炉が冷温停止状態にされた。7月4日時点で、750kVの送電網が再接続され、既存の非常用電源に加えて、すべての原発の安全システムの定期動作が確保されている。
2023年7月中旬の時点で、5号機は高温停止状態にあり、IAEAは貯蔵タンク内の液体放射性廃棄物の処理など原子力安全目的で蒸気を生成するために必要であると報告した。 定期的な予防保守活動のために5号機を冷温停止にできるように、4号機を冷温停止から高温停止に移行することが計画されている。IAEAは、1基を高温停止状態に保つ代わりに外部ボイラーを設置できるかどうかの調査を促している。
2023年10月、2台目の原子炉である5号機はメンテナンス後に再び高温停止状態となり、来たる冬季に向けて追加の温水と地域暖房を提供することになった。代替の外部蒸気発生器の調達が始まったが、設置は2024年初頭まで予定されていない。IAEAチームは、10月中旬に現場近くで4回の爆発音を聞いたと報告した。

### 破壊工作の脅威
2023年6月から7月にかけて、ウクライナとロシアは、ザポリージャ原発で破壊工作や偽旗作戦を準備したとして頻繁に互いを非難した。6月21日、IAEAは以前に「原発の境界外」と「内部の特定の場所」に地雷が設置されていることを認識しているが、これらは原発の主要な安全機能に重大な影響を及ばさないと評価した。7月5日、IAEAの原発内監視団は、原発敷地内に地雷や爆発物の存在を確認しなかったが、原発のすべての区画に完全に立ち入ることができないことを強調した。IAEAは特に、以前にロシア軍の駐留場所とされていた原子炉ブロック3と4の屋上、タービンホール、冷却システムの特定部分への立ち入りを要請した。8月4日、IAEAは、チームがタービンホールの屋上を眺めながら3号機と4号機の屋上に自由に立ち入ることができ、軍事的駐留は見つからなかったと報告した。
7月6日、アメリカ原子力協会の分析では、原子炉や使用済み燃料貯蔵所への砲撃や意図的な破壊工作を含む最悪のシナリオであっても、原子力発電所にある数多くの冗長化安全機能および原発が冷温停止中であるという事実により、住民の健康に影響を及ぼすような放射線漏れが起こる可能性は非常に低いことを示している。